# 大阪市中央卸売市場東部市場

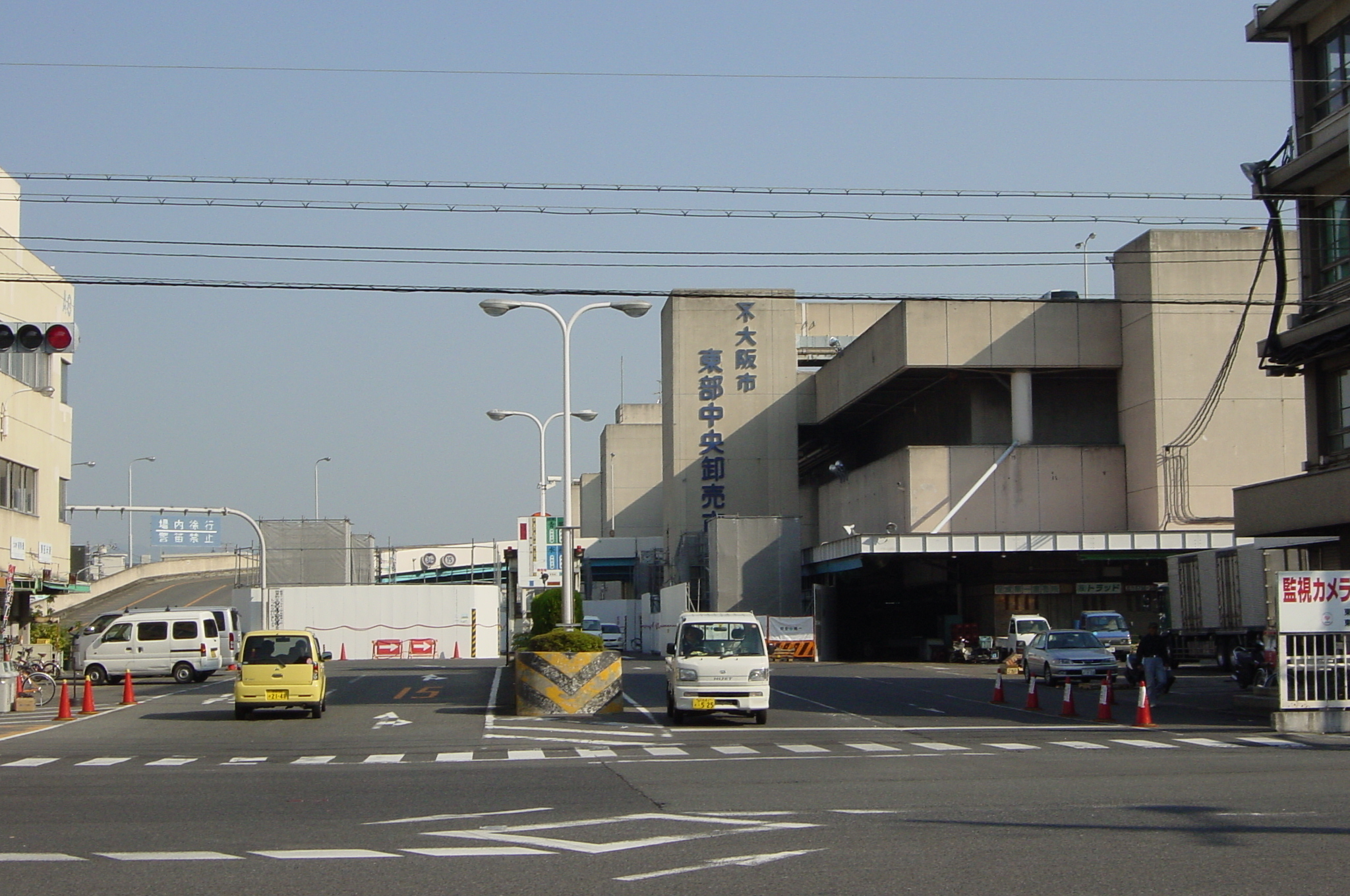
東部市場 正面入口

大阪市中央卸売市場東部市場（おおさかしちゅうおうおろしうりしじょうとうぶしじょう）は、大阪府大阪市東住吉区にある青果・水産物とその加工品や加工食料品を扱う大阪市中央卸売市場の一つである。「東部市場」と略して呼ばれる場合が多い。取扱品は、主に大阪府東南部を中心に他府県にも搬出し、集積規模は、取扱高全国第9位の大規模集積市場である。

## 沿革
計画
1931年（昭和6年）11月11日に大阪市此花区下福島（現・福島区野田）に開場した大阪市中央卸売市場本場の施設が狭隘・過密となったことから、その打開策として、1954年（昭和29年）1月大阪市の南部区域を開設区域とし、新市場構想を基にした「モデル中央卸売市場」として東部市場の建設が大阪市東住吉区今林町（現・今林）に計画される。
本場からの方位が東南となることや、1958年（昭和33年）1月16日に本場からの方位が南となる大阪市西成区津守町東（現・南津守）に大阪市中央卸売市場食肉市場が先に開場したこともあって、南部ではなく東部市場と称することとなった。なお、食肉市場は1984年（昭和59年）4月2日に大阪市住之江区南港南へ新築移転し、同時に大阪市中央卸売市場南港市場と改称している。
着工～事業開始
1958年11月に着工、1964年（昭和39年）11月20日に施設が完成し、同年11月25日に業務が開始される。
改装～現在
取扱量の増加に伴い、1977年（昭和52年）12月に施設の拡張を行い、加工食料品売場を移転、引き続き、1978年（昭和53年）に仲卸売場棟の全面改築工事を実施し、1981年（昭和56年）3月に現在の市場が完成した。2000年（平成12年）3月に流通の効率化を図るため、加工機能、配送機能を一本化した配送加工センターを新設。2008年（平成20年）9月10日から「大阪市中央卸売市場東部市場再整備」の工事が開始され、2012年（平成24年）3月に完成した。
略史
1958年（昭和33年） - 東部市場建設に着工
1964年（昭和39年） - 東部市場完成、11月25日業務開始、その前日の11月24日に国鉄の貨物引き込み線と百済市場駅が開業する
1976年（昭和51年） - 拡張工事に着工
1977年（昭和52年） - 拡張施設業務開始
1978年（昭和53年） - 施設改築工事に着工
1983年（昭和56年） - 施設改築工事完成
1984年（昭和59年） - 国鉄百済駅から東部市場への貨物線と百済市場駅が廃止となる
2000年（平成12年） - 配送・加工センター竣工
2008年（平成20年） - 大阪市中央卸売市場東部市場再整備工事を開始
2012年（平成24年） - 再整備工事完成

## 取扱品目
- 青果 - 217,000トン（平成17年度）

野菜、果実、野菜・果実の加工品・冷凍食品
- 水産物 - 89,000トン（平成17年度）

生鮮水産物、その加工品・魚肉入加工品・冷凍食品
- 加工食料品 - 15,000トン（平成17年度）

つけ物、みそ、乾物、それに準ずる加工品・魚肉入加工品・冷凍食品

## 交通
- JR西日本 - 大和路線「東部市場前駅」
- 大阪シティバス - 今林東部市場前